# Planetquest
PlanetQuest är ett projekt där datoranvändare genom att upplåta sin datorkraft hjälper forskarna att analysera stjärnor i sökandet efter exoplaneter.
Projektet är under betatest men beräknas lanseras i början av 2008. Mjukvaran kommer att baseras på BOINC som används till bland annat SETI@Home.